# Henryk Fabian (szermierz)
Henryk Fabian (ur. 16 maja 1951 w Katowicach) – polski szermierz - szpadzista, indywidualny mistrz Polski (1976, 1979), trener.

## Kariera sportowa
Przez całą karierę zawodniczą reprezentował barwy GKS Katowice. W 1971 zdobył indywidualnie i drużynowo mistrzostwo Polski juniorów. W 1976 i 1979 został indywidualnym mistrzem Polski seniorów, w 1974 i 1976 drużynowym mistrzem Polski. Ponadto w 1977 został indywidualnym wicemistrzem Polski, w 1971, 1978, 1980 i 1984 drużynowym wicemistrzem Polski, w 1972, 1973 i 1983 brązowym medalistą mistrzostw Polski drużynowo.
Od 1980 pracował jako trener, w latach 1985-1986 w AZS-AWF Katowice, gdzie był został pierwszym w Polsce trenerem szpady kobiet, od 1987 w TS Schweinfurt. Prowadził m.in. Magdalenę Jeziorowską, Iwonę Oleszyńską oraz mistrza Niemiec w szpadzie Martina Schmitta.